# Саїде Аріфова
Саїде Аріфова (крим. Saide Arif qızı Arifova; 13 лютого 1916, Бахчисарай, Російська імперія — 9 серпня 2007, Бахчисарай, АР Крим, Україна) — праведниця світу, кримська татарка, під час радянсько-німецької війни врятувала 88 єврейських вихованців дитячого будинку. Проте ця історія, за словами голови Українського єврейського комітету Едуарда Долінського, не підтверджується Яд Вашем (сам Долінський дотримується антиукраїнських поглядів; з 2014 просував тезу щодо розповсюдженості антисемітських настроїв серед українців).
У 1932 домоглася відкриття першого в Бахчисараї дитячого садка та очолила його.
Під час нацистської окупації Криму приховувала національність своїх вихованців, переховувала жителів дитячого будинку від переслідувань, діставала фальшиві документи і медичні довідки, видаючи єврейських дітей за кримських татар і врятувавши таким чином десятки життів.
Після звільнення Криму разом з іншими кримськими татарами була депортована з півострова до Самаркандської області Узбекистану. Перед виселенням повторно врятувала дітей-євреїв від депортації, надавши НКВД справжні метрики дітей, які доводили, що вони не кримські татари, а євреї.
Повернулась до Криму в часи Перебудови.

## Пам'ять
У 2017 до всеукраїнського прокату вийшов повнометражний художній фільм Ахтема Сеітаблаєва «Чужа молитва», що ґрунтується на історії Саїде Аріфової.
У 2015 в Росії та на території анексованого Криму члени ініціативної групи на чолі з режисером Алімом Акмолла-Челебієвим оголосили про початок роботи над документальним фільмом про Саїде Аріфову під назвою «Вісімдесят вісім молитов матері». Фільм планувалося завершити до 100-річчя С. Аріфової. Автори цього проєкту також закликали відгукнутися врятованих нею або їхніх нащадків. Було намічено низку меморіальних заходів: надання імені С. Аріфової дитячому садку «Вишенька» в Бахчисараї, відкриття пам'ятної дошки при вході до нього, видання біографічної книги та ін.